# Aero Commander 500
Aero Commander 500 je serija dvomotornih visokokrilnih lahkih športnih letal. Nekatere verzije poganja batni (bencinski) motor, druge pa turbopropelerski. Letala je v 1940-ih zasnovalo podjetje Aero Design and Engineering Company, ki se je leta 1950 preimenovalo v Aero Commander. Verzije z batnim motorjem, izdelane po letu 1967, so znane kot Shrike Commander. Znamenit testni pilot Bob Hoover je še mnoga leta navduševal občinstvo s svojim Shrike Commander-jem. 

## Galerija
- 1954 7-sed, Commander 560 2x270-295 BHP Lycoming GO-480s.
- 1955-, Commander 680 340-380 HP Lycoming GSO-480s.
- 1958-, Commander 500  2x250-290 bhp Lycoming O-540 ali Continental IO-470.
- 1963- podaljšan, Commander 680-FL do 11 sedežev
- 1965, Commander 681 2x575 HP AiResearch TPE-331 turbopropi
- 1971-, Commander 690 večje krilo in 717.5-748 BHP TPE-331
- 1979-, Commander 695 Jetprop 980/1000 733-820 NHP TPE-331.

## Specifikacije (Rockwell Aero Commander 500S)
Podatki iz Jane's All The World's Aircraft 1976–77
Splošne karakteristike
- Posadka: 2
- Število sedežev: 4 potniki
- Dolžina: 36 ft 9¾ in (11,22 m)
- Razpon kril: 49 ft 0½ in (14,95 m)
- Višina: 14 ft 6 in (4,42 m)
- Površina kril: 255 ft² (23,69 m²)
- Aeroprofil: NACA 23012 modificirana
- Vitkost: 9,45:1
- Teža praznega letala: 4635 lb (2102 kg)
- Maks. vzletna teža: 6750 lb (3062 kg)
- Pogon letala: 2 ×  6-valjni zračnohlajeni bencinski protibatni motor Lycoming IO-540-E1B5, 290 KM (216 kW)  vsak

 Zmogljivost 
- Maks. hitrost: 215 mph (187 vozlov, 346 km/h) na nivoju morja (TAS)
- Potovalna hitrost: 203 mph (176 vozlov, 326 km/h) na 9000 ft (2750 m), 75% moč, TAS
- Hitrost porušitve vzgona: 68 mph (59 vozlov, 109 km/h) s spuščenimi zakrilci in podvozjem, CAS
- Min. hitrost ob nedelujočem motorju: 75 mph (65,5 vozlov, 121 km/h)
- Doseg: 1078 milj (936 nmi, 1735 km)
- Višina leta: 19400 ft (5913 m)
- Hitrost vzpenjanja: 1340 ft/min (6,8 m/s)